# Kleurrijk Elftal
Het Kleurrijk Elftal is een voormalig voetbalelftal dat was samengesteld uit voetballers uit het Nederlandse betaalde voetbal van Surinaamse afkomst.
Het Kleurrijk Elftal werd in 1986 als gelegenheidsformatie opgericht door Sonny Hasnoe in Amsterdam. Het bestond uit profvoetballers die 's zomers na afloop van de competitie wedstrijden speelden om fondsen te werven voor projecten in Suriname.
Vijftien leden van het Kleurrijk Elftal kwamen in 1989 als gevolg van de SLM-ramp om het leven. Hierna werd het stiller rondom het Kleurrijk Elftal, maar het team en de bijbehorende stichting bleven wel bestaan.
In 1993 werd door Stanley Menzo, als speler van het Kleurrijk Elftal ontsnapt aan de vliegramp, een soortgelijk elftal gestart, de Suriprofs.

## Wedstrijden
- 1986: Amsterdam, Olympisch stadion, Kleurrijk Elftal - SV Robinhood
- 1987: Fanny Blankers-Koen Stadion
- 1988: veld Sportclub Enschede
- 1989: Paramaribo, A. Kamperveen stadion, toernooi met SV Boxel, SV Robinhood, SV Transvaal en VV Kleurrijk (afgelast vanwege de SLM-ramp)